# Kaptol (ulica)
Kaptol je ime ulice u središtu Zagreba.

## Opis
Upotrebljava se također kao termin za gradsku četvrt koja okružuje ulicu Kaptol i zagrebačku katedralu. Kaptol je povijesna četvrt sa starom arhitekturom. Nastala je kao samostalno naselje u srednjem vijeku, a njezinim urbaniziranjem i spajanjem s Gradecom, formirao se grad Zagreb. Ulica Kaptol na području ispred katedrale ima oblik trga, a prema sjeveru se sužava i postaje ulica. Velikim kaptolskim trgom dominira zagrebačka katedrala okružena zidinama i nadbiskupskim dvorom. U sredini trga je fontana s kipom sv. Marije iz 19. stoljeća.